# لجنة كوالالمبور لجرائم الحرب
لجنة كوالالمبور لجرائم الحرب (KLWCC)، المعروفة أيضًا باسم محكمة كوالالمبور لجرائم الحرب (KLWCT)، هي منظمة ماليزية تأسست في عام 2007 من قبل رئيس الوزراء السابق مهاتير محمد للتحقيق من جانب واحد في جرائم الحرب. تم إنشاء لجنة كوالالمبور لجرائم الحرب كبديل للمحكمة الجنائية الدولية في لاهاي، حيث اتهم مهاتير المحكمة بالتحيز في اختيار القضايا. لا تحظى المحكمة باعتراف الأمم المتحدة، وتعتبر أحكامها رمزية فقط.

## الإدارة
تم تأسيس الهيئة الحاكمة للجنة كوالالمبور لجرائم الحرب للإشراف والتحقيق في الشكاوى المقدمة من ضحايا الحروب والصراعات المسلحة فيما يتعلق بجرائم السلام، وجرائم الحرب، وجرائم ضد الإنسانية، وغيرها من الجرائم المماثلة كما هو معترف به بموجب القانون الدولي. تشمل أعضاء الهيئة الحاكمة:
- مهاتير محمد (رئيسا)
- ألفريد ويبر
- ريتشارد فلك[3]
- زكريا ياتيم – قاضي متقاعد في المحكمة الفيدرالية الماليزية
- تونكو صوفيا جوه – محامية وعالمة في القانون الدولي
- صالح بوانغ – مستشار فدرالي سابق في مكتب المدعي العام في ماليزيا
- نيلوفر باكوات
- شاد سليم فاروقي – أكاديمي قانوني ماليزي[4]
- ميشيل شوسودوفسكي – أكاديمي متقاعد (موقع Global Research)[5]

## الأحكام التي تستند إلى الولاية القضائية العالمية
في نوفمبر 2011، زعمت المحكمة أنها مارست الولاية القضائية العالمية لمحاكمة غيابياً الرئيس الأمريكي السابق جورج بوش ورئيس الوزراء البريطاني السابق توني بلير، حيث أدانتهما بجرائم ضد السلام بسبب ما توصلت إليه المحكمة من أن الغزو غير القانوني للعراق يعتبر جريمة ضد السلام.
في مايو 2012، وبعد الاستماع لشهادات من ضحايا التعذيب في أبو غريب وغوانتانامو، أدانت المحكمة بالإجماع غيابياً الرئيس الأمريكي السابق جورج بوش، ونائب الرئيس السابق ديك تشيني، ووزير الدفاع السابق دونالد رامسفيلد، ونائبي مساعد المدعي العام الأمريكيين جون يوك وجاي بيبي، والمدعي العام الأمريكي السابق ألبرتو جونزاليس، والمستشارين السابقين ديفيد أديغتون وويليام هاينس الثاني بتهمة التآمر لارتكاب جرائم حرب، وتحديداً التعذيب. كما أحالت المحكمة نتائجها إلى المدعي العام الرئيسي في محكمة العدل الدولية في لاهاي.
في نوفمبر 2013، وجدت المحكمة أن إسرائيل مذنبة بارتكاب إبادة جماعية ضد الشعب الفلسطيني.

## شرعية المحكمة
لم تحظَ لجنة كوالالمبور لجرائم الحرب بدعم أي حكومة. وقد وصف المقرر الخاص السابق للأمم المتحدة حول استقلال القضاة والمحامين، بارام كوماراسوامي، لجنة كوالالمبور لجرائم الحرب بأنها مشروع خاص بلا أساس قانوني، وشكك في شرعيتها. ليس لديها تفويض من الأمم المتحدة، كما أن الأمم المتحدة لا تعترف بها. لا تمتلك أي سلطة لإصدار أوامر اعتقال أو فرض أحكام، ومن غير الواضح إذا كانت أحكامها أكثر من رمزية فقط.